# Hemilamprops uniplicatus
Hemilamprops uniplicatus is een zeekommasoort uit de familie van de Lampropidae. De wetenschappelijke naam van de soort werd in 1872 voor het eerst geldig gepubliceerd door Georg Ossian Sars.